# Dorstenia crenulata
Dorstenia crenulata är en mullbärsväxtart som beskrevs av Charles Wright och August Heinrich Rudolf Grisebach. Dorstenia crenulata ingår i släktet Dorstenia och familjen mullbärsväxter. Inga underarter finns listade i Catalogue of Life.